# Cambarus deweesae
Cambarus deweesae är en kräftdjursart som beskrevs av R. W. Bouchard och David Etnier 1979. Cambarus deweesae ingår i släktet Cambarus och familjen Cambaridae. IUCN kategoriserar arten globalt som livskraftig. Inga underarter finns listade i Catalogue of Life.